# Ганім Ораїбі
Ганім Ораїбі Жассім Аль-Рубаї (араб. غانم عريبي; нар. 16 серпня 1961, Багдад, Ірак) — іракський футболіст, виступав на позиції лівого захисника.

## Клубна кар'єра
Народився в Багдаді. Вихованець столичної «Аль-Амани», до складу якої приєднався 15-річним юнаком у 1977 році. Партнерами Ганіма по молодіжному складі «Аль-Амани» були Басіл Горгіс, Натік Хашим та Карім Аллаві. Дорослу футбольну кар'єру розпочав у 1979 році в складі цього ж клубу. У 1982—1989 роках захищав кольори «Аль-Шабабу». 1989 році повернувся до «Аль-Амани», де 1993 року завершив кар'єру футболіста.

## Кар'єра в збірній
Дебютний виклик до збірної отримав від Вожо Гардасевича на матчі кваліфікації чемпіонату світу 1982 року. Вперше у футболці національної збірної Іраку вийшов на поле в 1985 році, в переможному (3:2) поєдинку проти ОАЕ, коли головний тренер команди, Аммо Баба, довірив йому місце в стартовому складі. У 1986 році був викликаний тренером Еварісто де Маседо для участі в Чемпіонаті світу 1986 року, де команда Іраку вилетіла за підсумками групового етапу. На мундіалі провів три поєдинки: проти Парагваю, Бельгії та Мексики. Учасник Літнії Олімпійськиї ігор 1988 року. Загалом у складі збірної провів 60 поєдинків.

## Особисте життя
3 липня 2016 року син Ганіма, Зульфікар, помер в Карраді (один з районів Багдаду) внаслідок вибуху автомобіля.

## Титули і досягнення
- Переможець Кубка арабських націй: 1985, 1988
- Переможець Панарабських ігор: 1985
- Переможець Кубка націй Перської затоки: 1988